# 阿桑西耶尔
阿桑西耶尔（法語：Assencières，法語發音：[asɑ̃sjɛʁ]）是法国奥布省的一个市镇，属于特鲁瓦区。

## 地理
阿桑西耶尔（48°21'31"N, 4°11'56"E）面积7.39 平方千米，位于法国大東部大區奥布省，该省份为法国中北部省份，北起马恩省，西接塞纳-马恩省，西南至约讷省，东南至科多尔省，东临上马恩省。
与阿桑西耶尔接壤的市镇（或旧市镇、城区）包括：布伊卢森堡、特鲁瓦附近克勒内、吕耶尔、梅尼勒塞利耶尔、鲁伊-萨塞、维勒谢蒂夫。

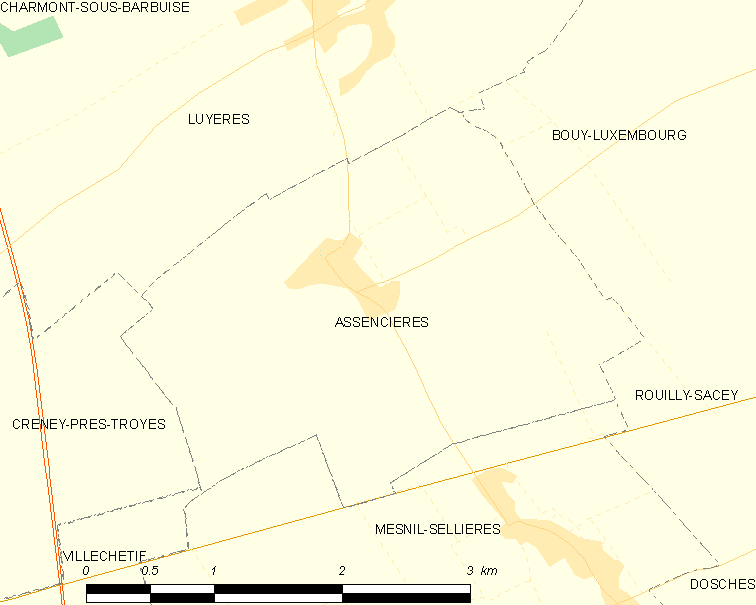
阿桑西耶尔的OSM定位图

阿桑西耶尔的时区为UTC+01:00、UTC+02:00（夏令时）。

## 行政
阿桑西耶尔的邮政编码为10220，INSEE市镇编码为10014。

## 政治
阿桑西耶尔所属的省级选区为布列讷堡县。

## 人口

1962-2008年间阿桑西耶尔人口变化图示

阿桑西耶尔于2022年1月1日时的人口数量为189人。